# Darius Kampa
Darius Kampa est un footballeur allemand et polonais né le 16 janvier 1977. Il évolue au poste de gardien de but.

## Carrière

### Joueur
- 1995-1998 : FC Augsburg  Allemagne
- 1998-2004 : FC Nuremberg  Allemagne
- 2004-2006 : Borussia Mönchengladbach  Allemagne
- 2006 : Zalaegerszeg TE  Hongrie
- 2007 : Sturm Graz  Autriche
- 2007-2011 : SpVgg Unterhaching  Allemagne[1]

### Entraîneur des gardiens
- 2013-2014 : Falke Markt Schwaben  Allemagne